# Левент, Шенер
Шенер Левент (тур. Şener Levent; род. 1948, Никосия) — кипрский журналист, издатель и политик, один из самых известных представителей турецкого меньшинства острова, открыто выступающих против оккупации Турцией севера Кипра и перекачивания туда, в нарушение резолюции ООН, турецкого и курдского населения с материковой Турции, с целью изменения демографии острова. Будучи ярым сторонником воссоединения острова, Левент заявляет: «Я не верю в половину Кипра. Пока я жив, я буду бороться за единый и целый Кипр».

## Молодость
Левент родился в 1948 году в Никосии, где и окончил школу. В 1960 году, когда ему было 12 лет, Кипр обрёл независимость от Британской империи.
В 1963 году начались столкновения между греческой и турецкой общинами острова и турецкие националисты поставили его караулить в «пограничной» будке турецкого квартала, вручив ему винтовку которая была длиннее его самого. Однако он не ощущал что греки были его врагами. Дистанцируясь от турецкой националистической идеи таксима (раздела острова), вскоре он подвергся влиянию коммунистической Прогрессивной партии трудового народа Кипра (АКЕЛ).
В возрасте 21 года, в числе других молодых сторонников АКЕЛ, он отправился на учёбу в СССР, как он писал позже, «полный социалистических чувств в груди». На подготовительном курсе в Баку впервые ощутил гротескные стороны советской реальности, когда иностранным студентам дали задание написать сочинение на тему «советская конституция — лучшая конституция в мире». Продолжил учёбу на факультете журналистики в МГУ.
Здесь его застали трагические события на Кипре — военный переворот 1974 года, предоставивший повод Турции для военного вторжения на остров и оккупации его северной части. К этому времени отношения Левента с студентами-земляками и АКЕЛ несколько охладились. После СССР он прожил два года в Швеции, где, как он пишет, убедился в превосходстве социалистической демократии. Это был другой мир. По мнению Левента, если была страна которая перепрыгнула эпоху, это наверняка была Швеция. Она первой сделала шаг в 21й век. Кумирами Левента в тот период были Улоф Пальме, генсеки еврокоммунистических партий Италии и Испании Э. Берлингуэр и С. Каррильо и турецкий писатель Азиз Несин.
Он вернулся на Кипр в 1979 году и поселился в северной части Никосии, где жила его семья.
Никто не предлагал ему работу — «У нас нет работы для коммунистов». Пробыв шесть месяцев безработным, он с трудом нашёл работу в газете «Сёз» (Слово), где проработал три года. После чего он работал в газете «Кыбрыс постасы» (Кипрская почта), а затем в газете «Ортам». В 1990 году он вернулся в Москву, в качестве аккредитованного журналиста турецкой газеты «Güneş». Тяжело пережил крах советской власти и распад СССР.
В 1997 году он вернулся на север Кипра, утвердившись в своём убеждении, что образованная на севере острова, занятом турецкими войсками с 1974 года, государственная формация является нелегитимной и что он остаётся гражданином Республики Кипр.

## От «Европы» к «Африке»
В сентябре 1997 года, через месяц после своего возвращения на остров, Левент издал газету «Аврупа» (Европа). Появление газеты, противившейся политике Рауфа Денкташа и роли Турции на Кипре вызвало немедленную реакцию властей созданной на севере острова государственной формации, признаваемой только Турцией. В попытке закрыть газету и конфисковать её имущество, против «Европы» были выдвинуты более 100 исков.
В декабре 2001 года, всё имущество газеты было конфисковано и, согласно заявлению Левента, некоторые члены его журналистской группы были вывезены за город, где им угрожали боевики «Национального народного движения». Однако Левент не был сломлен. Он начал издавать другую газету, которой, подчёркивая политическую обстановку на севере острова, иронически дал имя «Африка». В ноябре 2004 года «Африка» подверглась осаде турецких националистов, которые выкрикивали «не испытывай наше терпение, Африка» и «ваша судьба будет худшей нежели судьба ромеев» (Примечание: в отличие от греков из Греции, турки именуют немногих оставшихся греков Константинополя и греков-киприотов румлар, то есть ромеи-византийцы).
В январе 2018 года «Африка» вступила в конфликт с Турцией, вызванном критикой газеты против вторжения в сирийский Африн под заголовком «Ещё одно турецкое вторжение». Газета проводит прямые аналогии между турецким вторжением в Сирию и турецким вторжением на Кипр в 1974 году. После вызывающих замечаний о газете Африка высказанных президентом Турции Р. Т. Эрдоганом, и заявления Эрдогана что «наши земляки на Кипре должны дать необходимый ответ на это», группа 500 демонстрантов осадила редакцию газеты, в то время как полиция не вмешивалась.
Обстановка разрядилась после вмешательства М. Акынджи, президента непризнанной в мире, кроме самой Турции, республики. В ответ на это нападение, часть населения организовала движение «Март за мир и демократию».
Атака на редакцию «Африки» была осуждена Европейским союзом. Правительство Республики Кипр выступило с обращением к ООН и членам Совета Безопасности, в связи с агрессивными действиями против газеты «Африка», требуя вмешательства для защиты журналистов и свободы печати на территориях находящихся под турецкой оккупацией.

## Во главе «Жасмина» на выборах 2019 года в Европарламент
В 2019 году Левент возглавил движение турок-киприотов «Жасмин», которое баллотировалось в Европейский парламент.
Своим мото «Жасмин» избрал фразу греческого поэта и лауреата Нобелевской премии Йоргоса Сефериса «и когда вечереет и когда сият солнце, белым остаётся жасмин».
Участие турок-киприотов в выборах не противоречит законодательству Республики Кипр, в архивах которой зафиксированы около 115 тысяч турок-киприотов, имеющих удостоверения личности или паспорта Республики Кипр.
Право участие в выборах естественно не распространяется на несколько сотен тысяч турок и курдов переселенных из Турции на север острова в нарушение резолюций ООН, с целью изменения демографии острова (по информации сегодня на севере острова проживают около 300 тысяч человек, из которых только 100 тысяч являются турками- киприотами, остальные 200 тысяч являются переселенцами с материковой Турции.
Сам Левент в своих предвыборных заявлениях утверждал, что переселенцы из Турции в пять раз превышают число турок-киприотов. Он заявлял: «Нам угрожает опасность, что колонисты станут местными, а местные останутся без Отечества, в то время как продолжается грабёж земель греков-киприотов изгнанных силой оружия из своего Отечества в 1974 году».
Несмотря на противодействие турецких властей, на прошлых выборах в Европарламент (2014) 1500 турок-киприотов решились пересечь демаркационную линию и использовать своё право голоса.
Но в 2019 году речь шла не только о праве голоса.
Левент выражал недоумение, когда его спрашивали с какой целью и с какими политическими предложениями он просит голос народа: «Разве можно задавать такой вопрос тому, чьё Οтечество находится под оккупацией 45 лет ? Разве можно было задавать такой вопрос французскому антифашисту, когда его Отечество было под нацистской оккупацией и Гитлер фотографировался у Эйфелевой башни?»
Он продолжил, что единственный голос против оккупации на оккупированной территории это голос «Жасмина», голос «Африки».
Первой и немедленной мерой доверия он считает передачу старым греческим владельцам закрытого города Фамагуста.
Он заявлял, что принимает любое решение Кипрского вопроса, кроме раздела на два государства. Считает что федерация приведёт к решению одного государства, одного Отечества, одного народа.
Он напоминает, что после вступления Кипра в Европейский Союз, вот уже «15 лет я являюсь гражданином Европы, но живу под управлением Турции. Юг Кипра — это Европа, в то время как северная часть острова — это Турция».
Некоторые предложения Левента выглядели чересчур простыми и были охарактеризованы кипрским журналистом Н. Стелпиасам «иллюзии г-на Левента».
Левент считает, что, прежде всего, 24 турко-кипрских депутатов должны вернуться на свои места в Палату представителей Республики Кипр, где должны начаться обсуждения решения вопроса, в обход схемы переговоров двух глав общин.
Левент заявляет, что возвращение турок депутатов в парламент, должно сопровождаться роспуском «этого странного явления -фокуса, кοторый именуется Турецкой Республикой Северного Кипра», не указывая однако как это может произойти без выдворения оккупационной армии.
Кроме шести кандидатов предложенных «Жасмином», компартия (АКЕЛ) выдвинула и поддержала своего кандидата из турецкого меньшинства, профессора Кипрского университета Ниязи Кызылюрека, который и был избран в Европейский парламент, получив 25.051 голосов, став вторым среди кандидатов AKEL, после Георгиоса Георгиу
Если принять во внимание, что на выборах 2019 года ожидалось участие до 10 тысяч турок киприотов, но проголосовали 5604 турок-киприотов и из них за АКЕЛ проголосовали 75 %, становится очевидным, что для избрания Кызылюрека этих голосов было недостаточно, и что его избрание стало возможным благодаря голосам греков-киприотов.
25 % голосов этих 5600 турок-киприотов были даны партии «Жасмин» Шенера Левента.

## Продолжение борьбы без иллюзий
Левент предостерегает граждан Республики Кипр, что не следует сильно доверять тем из турок-киприотов, которые заявляют что они «сторонники решения и мира», но не оказали «никакого сопротивления оккупантам в течение 45 лет».
Он риторически задаётся вопросом «покажите мне турко-кипрских академиков, профессоров, писателей, поэтов которые осмелились заявить что турецкая операция 1974 года была вторжением и оккупацией в то время как вы поместили их на трон сторонника решения и мира».
Он напоминает, что эти сторонники мира молчат, когда сегодня Турция посягает на территориальные воды и экономическую зону Кипра, что делает возможным провозглашение «фашиста диктатора Эрдогана» национальным героем.
Левент пишет, что в 1974 году афинская хунта причинила зло Кипру. Сегодня «фашистская диктатура правит Турцией».
Агрессивная турецкая политика в Сирии напоминает, что она (вновь) может причинить зло Кипру.